# Prostitutie in Oostenrijk
Zie voor de periode tot 1500: Geschiedenis van de prostitutie.

## 16e eeuw
In de zestiende eeuw leidt in heel katholiek en protestants Europa strengere geloofsbeleving samen met angst voor ziektes zoals syfilis tot nadrukkelijker bestrijding van prostitutie (zie Geschiedenis van de prostitutie, Zestiende eeuw).
Keizer Maximiliaan I meende dat de syfilis een straf van God was voor goddeloosheid van de mens, hij verbood de “zondige” dames hun beroep uit te oefenen en liet de bordelen sluiten. Prostituees, maar ook hun klanten, hingen strenge straffen boven het hoofd, tot aan de doodstraf.

## 17e eeuw
“Ontuchtige vrouwen” moesten hoge boetes betalen of ze werden afgeranseld en in een schandblok tentoongesteld. Onder keizer Ferdinand II kon een betrapte prostituee bestraft worden met het afsnijden van een oor.

## 18e eeuw
Aartshertogin Maria Theresia van Oostenrijk (1717-1780), keizerin van het Heilige Roomse Rijk 1745-1765, laat kuisheidscommissies jacht maken op prostitutie en andere seksuele onzedelijkheid in alle lagen van de bevolking. Een meisje dat alleen op straat lopend haar ogen niet neersloeg kon al gearresteerd worden op verdenking van prostitutie.
Beschuldigde een klant zijn prostituee van diefstal of besmetting met syfilis dan schoor men de prostituee kaal, teerde haar schedel en ranselde haar voor de kerk af. “Onverbeterlijke vrouwspersonen” werden in een tucht- of spinhuis geplaatst. De keizerin liet prostituees samen met criminelen en andere ‘asocialen’ per schip deporteren naar de streek Banaat ver weg in Hongarije. Prostitutie werd des te meer een nevenwerkzaamheid van kamermeisjes in de adellijke huizen, waar ze niet door zedenpolitie betrapt konden worden.

## 19e eeuw
Kennelijk wordt begin 19e eeuw de strafbaarheid van prostitutie vervangen door reglementering, want begin 19e eeuw zijn er in Wenen 1500 geregistreerde prostituees. Daarnaast is er heimelijke prostitutie in kroegen, voor de stadspoorten, bij dienstmeisjes, toneelspeelsters en avonturiersters.
Kennelijk wordt die reglementering ook weer afgeschaft, want als rond 1850 de syfilis zich zorgwekkend verspreidt, wordt opnieuw registratie van de prostituees en tweemaalwekelijks medisch onderzoek van hen ingevoerd. In 1874 staan in Wenen 6424 prostituees onder politie- en medische controle.

## 1900 – 1974
In 1911 stelt Wenen een nieuw reglement in voor gezondheidscontrole van prostituees. In de Eerste Wereldoorlog worden aan de fronten bordelen ingericht, verdeeld in soldaten- en officiersbordelen. In 1920 blijkt een groter deel van de prostituees dan voorheen afkomstig uit de middenklasse: 20%. Wenen sluit in 1921 de bordelen, Graz in 1926.

## 1975 – 2000
Het nieuwe Strafgesetzbuch van januari 1975 stelt strafbaar:
(§ 215) iemand tot de ontucht-als-ambacht brengen;
(§ 216) “wie in zijn onderhoud probeert te voorzien uit de ontucht-als-ambacht van een andere persoon door diens uitbuiting”; en (§ 217) iemand tot de ontucht-als-ambacht in een ander land brengen of aanwerven.
Daarbovenop heeft iedere deelstaat (Bundesland) wettelijke regelingen.
In geen enkel Bundesland zijn prostitutie of bordelen expliciet verboden. In diverse Bundesländer is de regelgeving echter dermate beperkend, bijvoorbeeld met een verbod op in de openbare ruimte streven naar een prostitutie-overeenkomst, dat legaal prostitutie als beroep uitoefenen vrijwel onmogelijk lijkt.
In Bundesland Wenen echter lijkt de wetgeving rond prostitutie tolerant. De Weense prostitutiewet uit 1983 stelt dat (§ 3) een prostituee meerderjarig moet zijn, (§ 6) zich vooraf moet laten registreren bij de gemeentelijke overheid, en (§ 7) onderbreking of beëindiging van “de uitoefening van de prostitutie” moet melden bij de autoriteiten; ook moeten prostituees zich wekelijks medisch laten onderzoeken.
Voor de vestiging van bordelen gelden in Wenen (prostitutiewet, §5) bovendien enkele beperkingen en vele veiligheids- en hygiënevoorschriften.
In 1989 oordeelde het Oostenrijkse Oberste Gerichtshof dat prostitutie een “overeenkomst in strijd met de goede zeden” (sittenwidrig) is. Daarom had een prostituee geen verhaal op een klant die weigerde te betalen.
Op 18 april 2012 ging het Hof om. Het Hof overwoog dat thans de prostitutie wettelijk geregeld is. Dat men daarom geen aanwijzingen meer kan vinden voor onzedelijkheid voor deze handel:

4.6.7 De overeenkomst tussen een prostituee en haar klant is niet naar zijn aard immoreel in de zin van § 879 (1) ABGB. Er is geen afdwingbaar recht om een seksuele handeling te verrichten of te dulden. Is de seksuele handeling verricht of geduld tegen een vooraf overeengekomen vergoeding, dan bestaat ingevolge deze overeenkomst een rechtens afdwingbare vordering tot betaling. Dit principe geldt ook voor de relatie tussen bordeelexploitanten en klanten.
— OGH 18 april 2012, 3 Ob 45/12g. 

Rond 1989-1990 stromen illegaal en goedkoper werkende prostituees uit het voormalige Oostblok naar Oostenrijk, vermoedelijk daalt dan het aantal legaal werkende prostituees. Rond 1997 laat de stad Wenen weten dat geregistreerde prostituees tot de “gezondste” mensen behoren.

## 21e eeuw
Op 2 juni 2002, “Internationale sekswerkersdag”, eisen enkele organisaties, waaronder de politieke partij die Grünen, arbeids- en sociaalrechtelijke erkenning van seksarbeid. Rond 2003 stijgt het aantal legaal werkende prostituees weer.

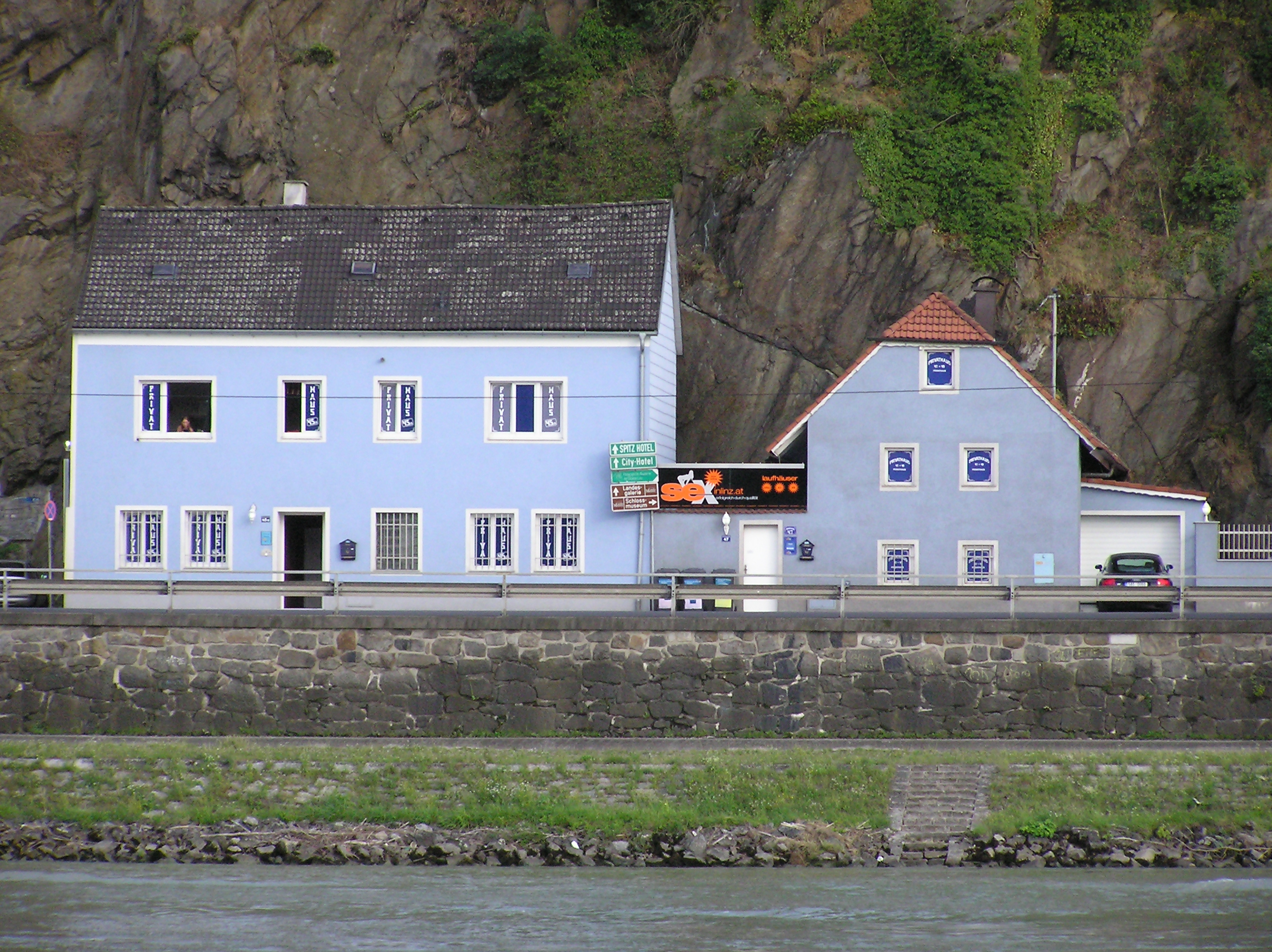
’Privathaus’ (bordeel) in Linz, 2007

Per 1 maart 2004 worden de paragrafen 215-217 van de strafwet herschreven in moderner jargon, en stellen nu strafbaar: (§215) iemand tot de prostitutie brengen, (§216) “wie een persoon uitbuit met de bedoeling zich uit de prostitutie van die persoon een duurzaam inkomen te verschaffen”, en (§217) iemand tot de prostitutie in een ander land brengen of aanwerven.
In 2007 is, behalve binnen de Grünen, ook binnen de SPÖ en ÖVP discussie gaande over opheffing van de Sittenwidrigkeit (zie bij 1989) van prostitutie en invoering van juridische oplossingen, vergelijkbaar met die in Duitsland.
Rond 2008 is 60-80% van de prostituees migrante, voornamelijk afkomstig uit het voormalige Oostblok. In november 2008 staan in Wenen 1728 prostituees geregistreerd en onder geregelde medische controle.